# 4935 Maslachkova
4935 Maslachkova eller 1985 PD2 är en asteroid i huvudbältet som upptäcktes den 13 augusti 1985 av den rysk-sovjetiske astronomen Nikolaj Tjernych vid Krims astrofysiska observatorium på Krim. Den har fått sitt namn efter Iya Maslachkova.
Asteroiden har en diameter på ungefär 5 kilometer.